# Comuna Derjiv, Mîkolaiiv
Derjiv (în ucraineană Держів) este o comună în raionul Mîkolaiiv, regiunea Liov, Ucraina, formată din satele Derjiv (reședința) și Ostriv.

## Demografie
Componența lingvistică a comunei Derjiv
     Ucraineană (98,97%)
     Alte limbi (0,81%)
Conform recensământului din 2001, majoritatea populației comunei Derjiv era vorbitoare de ucraineană (98,97%), existând în minoritate și vorbitori de alte limbi.